# Vasileios Charalampopoulos
Vasileios Charalampopoulos (griechisch Βασίλης Χαραλαμπόπουλος, alternative Transkription: Vasilis Charalambopoulos; * 6. Januar 1997 in Marousi) ist ein professioneller griechischer Basketballspieler. Er ist ein 204 cm großer Small Forward-Power Forward.

## Karriere
Charalampopoulos verbrachte die Saison 2011/12 in der griechischen 3. Liga bei Egaleo. Ende der Saison wechselte er zu Panathinaikos Athen in die 1. Liga.
Am 13. Dezember 2013 kam er bei einer Begegnung gegen Lokomotive Kuban Krasnodar in Russland zu seinem ersten Einsatz in der EuroLeague. Charalampopoulos wurde damals mit 16 Jahren, elf Monaten und sieben Tagen der bis dahin jüngste griechische und der zweitjüngste Spieler überhaupt der je in der EuroLeague eingesetzt wurde.
Im Sommer 2018 unterschrieb Charalampopoulos einen Zweijahresvertrag beim GS Lavrio. Aufgrund wiederkehrender Verletzungen kam er in der Saison 2018/19 zu zwölf Einsätzen. Bereits in der folgenden Saison jedoch wurde er von Olympiakos Piräus verpflichtet. In Piräus unterschrieb Charalampopoulos einen Vierjahresvertrag. Für mehr Spielpraxis wurde er zunächst für die Saison 2019/20 an den Erstligaklub Ionikos Nikeas verliehen.

## Nationalmannschaft
Mit der U16-Nationalmannschaft nahm er an den U-16-Europameisterschaften 2011, 2012 und 2013 teil. Beim Turnier 2013 gewann er die Bronzemedaille. 2015 nahm Charalampopoulos an der U19-Weltmeisterschaft sowie an der U18-Europameisterschaft teil. Bei der U19-Weltmeisterschaft auf Kreta erreichte er den vierten Platz und kam in sechs Spielen im Schnitt auf 6,5 Punkte und 3,3 Assists. Bei der wenige Wochen später ebenfalls in Griechenland stattfindenden U18-Europameisterschaft gewann er nach einem 64:61-Finalsieg über die Türkei die Goldmedaille. Charalampopoulos beendete das Turnier mit durchschnittlich 16,6 Punkten, 8,1 Rebounds sowie 5,2 Assists pro Begegnung. Während des Turniers erreichte er drei Double-Doubles sowie ein Triple-Double, wurde als MVP des Turniers ausgezeichnet und zusammen mit seinem Mitspieler Georgios Papagiannis in die beste Mannschaft gewählt.
Sein Debüt bei der Herrennationalmannschaft gab Charalampopoulos am 23. Juni 2016 bei einem Freundschaftsspiel gegen die Türkei welches Griechenland mit 78:52 gewinnen konnte.

## Erfolge
- Griechischer Meister: 2013, 2014, 2017
- Griechischer Pokalsieger: 2013, 2014, 2015, 2016, 2017
- U20-Europameister: 2017
- U18-Europameister: 2015
- Bronzemedaille bei der U16-Europameisterschaft: 2013

## Auszeichnungen
- MVP der U20-Europameisterschaft: 2017
- MVP der U18-Europameisterschaft: 2015
- All Tournament Team 2015 FIBA Europe Under-18 Championship